# Ligne de Kalhausen à Sarralbe
La ligne de Kalhausen à Sarralbe est une ligne de chemin de fer française de la Moselle et du Bas-Rhin. Elle relie les gares de Kalhausen et de Sarralbe.
Elle constitue la ligne n°169 000 du réseau ferré national.
Dans l'ancienne nomenclature de la région Est de la SNCF, elle était numérotée « ligne 13.4 » et désignée en tant que section de la « Ligne Sarreguemines – Sarrebourg (via Kalhausen) ».

## Histoire
L'Alsace-Lorraine est allemande lorsque la Direction générale impériale des chemins de fer d'Alsace-Lorraine (« Kaiserliche Generaldirektion der Eisenbahnen in Elsaß-Lothringen », dite EL) met en service, le 1er mai 1895 la ligne de Mommenheim à Sarralbe, qui inclut la ligne actuelle de Kalhausen à Sarralbe.
En 2017, la liaison Sarreguemines - Sarre-Union a représenté 50 993 voyages soit une baisse de 41 % par rapport à 2016. Le manque d'entretien de la voie et l'absence de financement pour des travaux de régénération nécessitent la mise en place d'un ralentissement à 40km/h entre Sarralbe et Kalhausen. Ainsi, la ligne est fermée au service voyageurs depuis le 22 décembre 2018 et la desserte reportée sur route,.
La ligne reste utilisée par le fret jusqu'au début des années 2020, afin de desservir une installation terminale embranchée (ITE). En 2023, plus aucune ITE n'est en service dans ce secteur.

## Exploitation
Cette ligne était empruntée par les trains express régionaux de la relation Sarre-Union - Sarreguemines. La ligne de Berthelming à Sarreguemines étant déclassée entre Hambach et Sarreguemines, les trains de la relation précitée rejoignaient la ligne en gare de Sarralbe, puis la ligne de Mommenheim à Sarreguemines en gare de Kalhausen.
La liaison ferroviaire entre Sarre-Union et Sarreguemines a été suspendue le 22 décembre 2018 et remplacée par un service routier de substitution. Depuis cette date, la ligne de Kalhausen à Sarralbe est utilisée uniquement par les trains de fret desservant une usine à Sarralbe, mais cette desserte a cessé vers 2021.
Le système ferroviaire léger Draisy doit être expérimenté sur la ligne de Kalhausen à Sarralbe à l'horizon 2027,.